# Paweł Stysiał
Paweł Stysiał (ur. 30 stycznia 1997 w Strzelnie) – polski siatkarz, grający na pozycji libero. Od sezonu 2019/2020 jest zawodnikiem MKS-u Andrychów.

## Sukcesy klubowe
Ogólnopolska Olimpiada Młodzieży:
- 2012

Mistrzostwo Młodej Ligi:
- 2015

MEVZA:
- 2018

Mistrzostwo Austrii:
- 2018

## Nagrody indywidualne
- 2013: Najlepszy libero Mistrzostw Polski Kadetów